# FC La Chaux-de-Fonds
FC La Chaux-de-Fonds este un club de fotbal elvețian cu sediul în oraul La Chaux-de-Fonds. În prezent echipa joacă în divizia a patra.

## Palmares
| Național | Competiții    | Cea mai bună clasare | Sezoane                            |
| -------- | ------------- | -------------------- | ---------------------------------- |
| Național | Superliga     | Campioni             | 1954, 1955, 1964                   |
| Național | Superliga     | Locul 2 :            | 1905, 1917, 1956                   |
| Național | Cupa Elveției | Campioni             | 1948, 1951, 1954, 1955, 1957, 1961 |
| Național | Cupa Elveției | Finalistă :          | 1964                               |

## Cupa
| 1948 | Chaux-de-Fonds | 4 - 0 | Grenchen    |
| 1951 | Chaux-de-Fonds | 3 - 2 | Locarno     |
| 1954 | Chaux-de-Fonds | 2 - 0 | Fribourg    |
| 1955 | Chaux-de-Fonds | 3 - 1 | Thun        |
| 1957 | Chaux-de-Fonds | 3 - 1 | Lausanne    |
| 1961 | Chaux-de-Fonds | 1 - 0 | Biel-Bienne |
| 1964 | Chaux-de-Fonds | 0 - 2 | Lausanne    |

| 1948 | Chaux-de-Fonds | 1 - 0 | Bellinzona   |
| 1951 | Chaux-de-Fonds | 4 - 2 | Bern         |
| 1954 | Chaux-de-Fonds | 4 - 2 | Young Boys   |
| 1955 | Chaux-de-Fonds | 3 - 1 | Lausanne     |
| 1957 | Chaux-de-Fonds | 1 - 0 | Grasshopper  |
| 1961 | Chaux-de-Fonds | 2 - 0 | Schaffhausen |
| 1964 | Chaux-de-Fonds | 3 - 0 | Grasshopper  |